# Kot (gmina Lendava)
Kot – wieś w Słowenii, w gminie Lendava. 1 stycznia 2018 liczyła 600 mieszkańców.